# 純信橋
純信橋（じゅんしんばし）は、国道56号に架かる橋である。なお、土佐市には同名の橋が当該橋と四国横断自動車道阿南四万十線、土佐市道家俊馬越市野々線の計3箇所ある。

## 概要
この橋は、高知県土佐市市野々にある桁橋で、橋名は純信の生家が架橋地点にあったことが由来である。1960年（昭和35年）3月に完成した。また、歩行者用の純信橋側道橋も1994年度（平成6年度）に増設されており、はりまや橋風の欄干が設置されている。

## 設計
この橋が設計された1959年（昭和34年）当時の日本では、斜桁橋は斜角を考慮した設計はされていなかった。そこで交差対象（波介川）に対して30度で交わる、かなり斜角のきつい当橋は、成岡昌夫らの提唱する直交異方性平行四辺形板の数値解析に基づく合成直格子斜桁橋として設計された。完成後、載荷試験が行われ有意な結果を得られたとして、土木学会誌に「純信橋（合成直格子斜桁橋）の研究-直交異方性平行四辺形板理論の応用」が報告されている。また、技術誌スタールバウでも発表された。